# Stefan von Bogdándy
Stefan Ludwig von Bogdándy (ungarisch Bogdándy István) (* 11. September 1890 in Kolozsvár, Königreich Ungarn; † 4. August 1933 in Berlin, Deutschland) war ein ungarischer Arzt und Physikochemiker.
Er war ein enger Mitarbeiter von Michael Polanyi und gehörte außerdem zum engeren Kreis um Fritz Haber am Kaiser-Wilhelm-Institut für Physikalische Chemie und Elektrochemie. Mit Polanyi „entwickelte er die hoch verdünnte Flammentechniken, die ursprünglich von Haber und Carl Bosch entwickelt wurden, in ein leistungsfähiges Werkzeug für das Studium einfacher Reaktionsgeschwindigkeiten durch Chemilumineszenz.“
Er wurde als Sohn des adeligen ungarischen Finanzbeamten Alexander Bogdándy von Nagydoba und dessen Ehefrau Maria Pattantyus-Ábrahám von Danczka in Kolozsvár (heute Cluj-Napoca, Rumänien) geboren und wuchs dort auf. Die Familie war katholisch. Er studierte an der Königlichen Ungarischen Franz Joseph Universität in Kolozsvár Medizin, und wurde in den 1920er Jahren von Haber nach Berlin geholt.
Er war Vater des Industriemanagers Ludwig von Bogdandy und Großvater des Juristen Armin von Bogdandy.